# Všeobecné volby ve Spojeném království 2015
Všeobecné volby ve Spojeném království 2015 se konaly 7. května 2015. Zvoleno bylo všech 650 poslanců Dolní sněmovny. Současně se na mnoha místech konaly také lokální volby. Volby vyhrála Konzervativní strana premiéra Davida Camerona, která získala ve sněmovně většinu k sestavení vlády. Konzervativní vláda pak splnila svůj volební závazek a to konání referenda o setrvání Spojeného království v Evropské unii. To se uskutečnilo v červnu 2016, kdy většina 51,9 % voličů hlasovala proti setrvání. To vedlo k rezignaci Camerona na post premiéra. Jako předsedkyně vlády ho pak nahradila Theresa Mayová.

## Výsledky
| 330           | 232        | 56  | 8  | 24 |
| Konzervativci | Labouristé | SNP | LD | O  |

Ve volbách zvítězila s 36,9% a 360 mandáty Konzervativní strana před Labouristickou stranou s 30,4% a 232 mandáty. Do Dolní směovny se dostala ještě skotská SNP s 56 mandáty, Liberální demokraté a severoirská DUP po 8 mandátech nebo Sinn Féin se 4 mandáty.
|                        | Konzervativci | Labouristé  | UKIP         | Lib Dem    | SNP                | Zelení             | DUP            | Plaid Cymru    | Sinn Féin   | UUP          | SDLP               |
| ---------------------- | ------------- | ----------- | ------------ | ---------- | ------------------ | ------------------ | -------------- | -------------- | ----------- | ------------ | ------------------ |
| Volební lídr           | David Cameron | Ed Miliband | Nigel Farage | Nick Clegg | Nicola Sturgeonová | Natalie Bennettová | Peter Robinson | Leanne Woodová | Gerry Adams | Mike Nesbitt | Alasdair McDonnell |
| Počet hlasů            | 11 299 609    | 9 347 273   | 3 881 099    | 2 415 916  | 1 454 436          | 1 111 603          | 184 260        | 181 704        | 176 232     | 114 935      | 99 809             |
| Podíl                  | 36,8 % ▲      | 30,4 % ▲    | 12,6 % ▲     | 7,9 % ▼    | 4,7 % ▲            | 3,8 % ▲            | 0,6 % ▬        | 0,6 % ▬        | 0,6 % ▬     | 0,4 % ▬      | 0,3 % ▬            |
| Počet mandátů          | 330 ▲         | 232 ▼       | 1 ▲          | 8 ▼        | 56 ▼               | 1 ▬                | 8 ▬            | 3 ▬            | 4 ▼         | 2 ▲          | 3 ▬                |
| Předchozí volby (2010) | 36,1 % (306)  | 29 % (258)  | 3,1 % (0)    | 23 % (57)  | 1,7 % (59)         | 0,9 % (1)          | 0,6 % (8)      | 0,6 % (3)      | 0,6 % (5)   | 0,3 % (0)    | 0,4 % (3)          |

### Podrobné výsledky
| Strana  | Strana               | Lídr               | Mandáty | Mandáty | Mandáty | Hlasy      | Hlasy |
| Strana  | Strana               | Lídr               | Počet   | v %     | +/-     | Počet      | v %   |
| ------- | -------------------- | ------------------ | ------- | ------- | ------- | ---------- | ----- |
|         | Konzervativní strana | David Cameron      | 330     | 50,8%   | ▲ 24    | 11 299 609 | 36,8% |
|         | Labouristická strana | Ed Miliband        | 232     | 35,7%   | ▼ 36    | 9 347 273  | 30,4% |
|         | UKIP                 | Nigel Farage       | 1       | 0,2%    | ▲ 1     | 3 881 099  | 12,6% |
|         | Liberální demokraté  | Nick Clegg         | 8       | 1,2%    | ▼ 49    | 2 415 916  | 7,9%  |
|         | SNP                  | Nicola Sturgeonová | 56      | 8,6%    | ▲ 50    | 1 454 436  | 4,7%  |
|         | Zelení               | Natalie Bennettová | 1       | 0,2%    | ▬ 0     | 1 111 603  | 3,8%  |
|         | DUP                  | Peter Robinson     | 8       | 1,2%    | ▼ 1     | 184 260    | 0,6%  |
|         | Plaid Cymru          | Leanne Woodová     | 3       | 0,5%    | ▬ 0     | 181 704    | 0,6%  |
|         | Sinn Féin            | Gerry Adams        | 4       | 0,6%    | ▼ 1     | 176 232    | 0,6%  |
|         | UUP                  | Mike Nesbitt       | 2       | 0,3%    | ▲ 2     | 114 935    | 0,4%  |
|         | nezávislí            | -                  | 2       | 0,3%    | ▬ 0     | 136 514    | 0,4%  |
|         | SDLP                 | Alasdair McDonnell | 3       | 0,5%    | ▬ 0     | 99 809     | 0,3%  |
|         | Aliance              | David Ford         | 0       |         | ▼ 1     | 61 556     | 0,2%  |
| ostatní | ostatní              |                    | 0       |         |         | 232 579    | 0,8%  |
| celkem  | celkem               |                    | 650     | 100%    |         | 30 697 525 | 100%  |

| \| Hlasy \| Hlasy \| Hlasy \| Hlasy \| Hlasy \| \| ------------- \| ------------- \| ----- \| ------ \| ------ \| \| \| \| \| \| \| \| Konzervativci \| Konzervativci \| \| 36,8 % \| 36,8 % \| \| Labouristé \| Labouristé \| \| 30,4 % \| 30,4 % \| \| UKIP \| UKIP \| \| 12,6 % \| 12,6 % \| \| Lib Dem \| Lib Dem \| \| 7,9 % \| 7,9 % \| \| SNP \| SNP \| \| 4,7 % \| 4,7 % \| \| Zelení \| Zelení \| \| 3,8 % \| 3,8 % \| \| ostatní \| ostatní \| \| 3,8 % \| 3,8 % \| |               |  |        |        |
| Hlasy |               |  |        |        |
| |               |  |        |        |
| Konzervativci | Konzervativci |  | 36,8 % | 36,8 % |
| Labouristé | Labouristé    |  | 30,4 % | 30,4 % |
| UKIP | UKIP          |  | 12,6 % | 12,6 % |
| Lib Dem | Lib Dem       |  | 7,9 %  | 7,9 %  |
| SNP | SNP           |  | 4,7 %  | 4,7 %  |
| Zelení | Zelení        |  | 3,8 %  | 3,8 %  |
| ostatní | ostatní       |  | 3,8 %  | 3,8 %  |

| \| Mandáty \| Mandáty \| Mandáty \| Mandáty \| Mandáty \| \| ------------- \| ------------- \| ------- \| ------- \| ------- \| \| \| \| \| \| \| \| Konzervativci \| Konzervativci \| \| 50,8 % \| 50,8 % \| \| Labouristé \| Labouristé \| \| 35,7 % \| 35,7 % \| \| SNP \| SNP \| \| 8,6 % \| 8,6 % \| \| Lib Dem \| Lib Dem \| \| 1,2 % \| 1,2 % \| \| DUP \| DUP \| \| 1,2 % \| 1,2 % \| \| Sinn Féin \| Sinn Féin \| \| 0,6 % \| 0,6 % \| \| ostatní \| ostatní \| \| 1,9 % \| 1,9 % \| |               |  |        |        |
| Mandáty |               |  |        |        |
| |               |  |        |        |
| Konzervativci | Konzervativci |  | 50,8 % | 50,8 % |
| Labouristé | Labouristé    |  | 35,7 % | 35,7 % |
| SNP | SNP           |  | 8,6 %  | 8,6 %  |
| Lib Dem | Lib Dem       |  | 1,2 %  | 1,2 %  |
| DUP | DUP           |  | 1,2 %  | 1,2 %  |
| Sinn Féin | Sinn Féin     |  | 0,6 %  | 0,6 %  |
| ostatní | ostatní       |  | 1,9 %  | 1,9 %  |